# 三重県道602号登茂山公園線
三重県道602号登茂山公園線（みえけんどう602ごう ともやまこうえんせん）は、三重県志摩市を通る一般県道である。別名は登茂山本線。

## 概要
ともやま公園桐垣展望台から志摩市大王町波切に至る。
道路整備が遅れたため沿線開発は遅れたが、1977年（昭和52年）7月26日から7月27日にかけて第19回国立公園大会が開催されるのを前に、1974年（昭和49年）に道路の改良工事に着手した。これを契機として、多くの人が登茂山（ともやま）を訪れるようになり、旧志摩郡大王町では、1980年（昭和55年）以降本格的な登茂山の環境整備を始めた。

### 路線データ
- 起点：三重県志摩市大王町波切（字当茂地2197番8[5]：ともやま公園桐垣展望台）
- 終点：三重県志摩市大王町波切（字成瀧2944番9[5]：成滝交差点、国道260号交点）
- 総延長：4,406 m

## 歴史
- 1996年（平成8年）4月1日 - 路線認定・区域決定・供用開始[1][6][7]。

## 路線状況

### 交通量
| 平日12時間        | 平日24時間        |
| 2005年度⇒2010年度 | 2005年度⇒2010年度 |
| ----------------- | ----------------- |
| 3,108台⇒3,068台   | 4,009台⇒4,019台   |

## 地理
桐垣展望台を出発して、波切中心街の入り口にあたる成滝交差点に至る路線である。全線がほぼ大王町波切と大王町船越の境界線上を通っている。ともやま公園という観光地を擁し、例年夏季に全区間で三重交通の路線バスが運行される。

### 通過する自治体
- 三重県
  - 志摩市

### 交差する道路
| 交差する道路 | 交差する場所 | 交差する場所      |
| ------------ | ------------ | ----------------- |
| 国道260号    | 大王町波切   | 成滝交差点 / 終点 |

### 沿線
沿線にはホテル・工場・飲食店などが点在し、20本ほどの志摩市道が本線から分岐して真珠養殖場・観光施設などと結んでいる。
- 志摩市ともやま公園
  - 桐垣展望台
  - 志摩自然学校
  - 次郎六郎海水浴場
  - ともやま公園キャンプ場
- 都リゾート 奥志摩 アクアフォレスト
- リゾートパークともやま
  - ともやま観光ホテル
- 志摩市大王清掃センター